# A Pierrot
Pour plus de détails, voir Fiche technique et Distribution.
A Pierrot (重力ピエロ, Jūryoku Piero) (titre alternatif : Gravity's Clowns ) est un film japonais réalisé par Jun'ichi Mori (ja) et sorti en 2009. Le film réunit à l'écran les acteurs Ryō Kase (Izumi) et Masaki Okada (Haru).

## Synopsis
Haru et Izumi sont deux frères très liés depuis l’enfance. Haru est issu d’un viol subi par sa mère, mais les parents n’ont jamais caché cette réalité aux enfants et la famille est restée soudée autour de ce drame. Izumi travaille pour une société de tests génétiques, tandis que Haru passe ses journées à nettoyer les tags de la ville. Quand d’étranges incendies se mettent à éclater ici et là, annoncés par de mystérieux graffitis, les deux frères décident de mener l’enquête. Les signes mis bout à bout forment un rébus dont ils s’efforcent de percer le sens. Au-delà d’une énigme policière aux péripéties étonnantes, c’est la personnalité attachante des deux frères qui captive, ainsi que le charme des dialogues entre humour et émotion, émaillés d’interrogations sur le bien, le mal, et les questions éthiques posées par les progrès de la science.

## Fiche technique
- Titre : A Pierrot
- Titre alternatif : Gravity's Clowns
- Titre original : 重力ピエロ (Jūryoku Piero?)
- Réalisateur : Jun'ichi Mori (ja)
- Scénariste : Tomoko Aizawa (ja) d'après le roman Pierrot-la-gravité de Kōtarō Isaka
- Producteur en chef : Masao Teshima
- Directeur photo : Jun'ichirō Hayashi
- Éclairage : Yuki Nakamura
- Enregistrement : Ken'ichi Fujimoto
- Compositeur : Zentarō Watanabe
- Costumes : Kumi Nagata
- Pays d'origine :  Japon
- Langue originale : japonais
- Format : couleur - 1,85:1 - 35 mm - Dolby Digital
- Genres : drame
- Durée : 119 minutes[1]
- Date de sortie :
  - Japon : 23 mai 2009[1]

## Distribution
- Ryō Kase : Izumi Okuno
- Masaki Okada : Haru Okuno
- Fumiyo Kohinata : Tadashi Okuno
- Kyōka Suzuki : Rieko Okuno
- Yoshinori Okada : Yamauchi
- Atsuro Watabe (en) : Yukio Katsuragi
- Yuriko Yoshitaka : Natsuko

## Récompenses
- 2009 : Révélation de l'année (Masaki Okada), Nikkan Sports Film Awards
- 2009 : Révélation de l'année (Masaki Okada), Blue Ribbon Awards
- 2010 : Meilleur acteur novice (Masaki Okada), Japan Academy Prize